# Morinom
Ne doit pas être confondu avec nécronyme.
Le morinom, ou deadname est le prénom antérieur d'une personne en ayant changé en raison de sa transition de genre. Le morinommage ou deadnaming désigne l'usage de cet ancien nom qui peut être considéré comme une agression ou une micro-agression envers la personne concernée et les personnes trans.

## Signification et contexte
Le terme « morinom » est formé du mot français « nom » et du verbe latin mori qui signifie « mourir ». Deadname provient de l'anglais « dead name », littéralement « nom mort ».
Le terme définit le nom antérieur d'une personne qui, au vu de sa transidentité ou non-binarité, a décidé de changer son prénom, administrativement ou par l'usage.
Un sondage de 2021, préparé par The Trevor Project (organisation à but non lucratif pour la prévention du suicide des jeunes LGBTQ+), note que les jeunes transgenres et non binaires ayant déclaré que toutes les personnes avec lesquelles ils vivent respectent leur nouveau prénom sont deux fois moins nombreux à avoir tenté de se suicider que ceux dont les pronoms ne sont respectés par aucune des personnes avec lesquelles ils vivent.

## Usage du morinom
Le morinommage intentionnel est parfois utilisé pour rejeter l'identité de genre d'une personne et le nom qui l'accompagne. Ceci peut-être considéré comme profondément irrespectueux et fait partie selon le MIT, du spectre des violences transphobes.
La correction du morinommage par des tiers est citée comme un moyen de soutenir les personnes trans.
Le morinommage peut être considéré comme un échec à manifester son soutien à la personne trans. Il peut relever d'une agression manifeste ou d'une micro-agression indiquant que la cible n'est pas pleinement reconnue comme membre de son genre, et n’est pas reconnue comme un membre de la société. De nombreuses personnes, notamment transgenres, affirment que le morinommage de victimes d’homicides ou de célébrités par les médias d’actualité est une violation de la vie privée, contribue à la transphobie et fait partie des différentes expériences qui rendent le monde hostile envers les personnes trans.
Tant des guides de styles journalistiques, que des groupes de défenses des personnes LGBTQ+ recommendent d’utiliser les noms et pronoms choisis par les personnes trans, même lorsqu’il est fait référence à des événements anciens les concernant, et même si ces événements sont plus anciens que la transition de la personne concernée,. 
En particulier, en France, l'association des journalistes lesbiennes, gays, bis, trans et intersexes, recommande d'éviter au maximum l'usage du morinom dans l'ensemble des articles de presse, afin de respecter les personnes trans. Les raisons mises en avant sont que le morinom n’apporte aucune information mais verse dans le sensationnalisme de l’avant/après. L’association précise aussi que l’état civil n’est, en France, bien souvent modifié que des mois voire des années après que les personnes trans ont socialement changé de prénom et qu’il est donc inutile de l’invoquer comme justification pour utiliser l’ancien.
En Californie, aux États-Unis, différents juges estiment en 2021 que l’usage du morinom relève, dans le cadre juridique actuel, de la liberté d’expression. Cependant, Ronald Robie, l’un de ces juges estime que « ne pas nommer une personne par son nom préféré ou ses pronoms préférés est basiquement impoli, insultant et cruel ».

## Débat sur l’usage encyclopédique

### Wikipédia anglophone
En 2013, la version anglophone de Wikipédia suscite l’intérêt des médias en réponse à la couverture faite de la transition de Chelsea Manning. L’article à propos de Chelsea Manning est alors rapidement renommé en août 2013, cependant ce renommage est annulé et un imposant débat s’ensuit. En septembre 2013, Sue Gardner, alors directrice exécutive de la Fondation Wikimedia, exprime sur son blog sa déception concernant le traitement et la réponse apportée par Wikipédia. En octobre 2013, le comité d’arbitrage du projet prend alors des sanctions, d’une part à l’encontre des contributeurs qui ont fait preuve de transphobie, mais aussi à l’encontre de ceux qui ont prononcé des accusations de transphobie,,. Le même mois, l'article est renommé pour prendre son nom actuel.

### Wikipédia francophone
En 2022, une tribune dénonce « le traitement que réserve Wikipédia aux personnes trans, non binaires et intersexes ». Sont alors signalés la répétition de comportement stigmatisants, volontaires ou non tels que le mégenrage et le morinommage, ainsi que le maintien de portraits photos pré-transition.
En 2024, un sondage lancé par des contributeurs de Wikipédia en français intitulé « Mention du nom de naissance pour les personnes trans » a fait l’objet de vifs débats, qui ont dépassé la sphère du projet.

## Position des plateformes et réseaux sociaux
Twitter interdit le morinom dans le cadre de l'interdiction du discours haineux en 2018, et TikTok fait de même en 2022,. En mai 2022, après le rachat de Twitter, Elon Musk déclare : « Je pense que nous devons respecter les règles existantes de Twitter, y compris les règles contre le discours de haine et l'intimidation. Cela inclut l'interdiction du morinommage. ». En 2023, il apparaît que cette politique n’est plus maintenue sur X. Elle est cependant remise en place en 2024.
En 2019, l’Internet Movie Database (IMDb) change sa politique relative aux noms des membres des distributions, permettant en particulier aux acteurs et actrices de retirer leurs noms de naissance de leurs profiles officiels. Laverne Cox avait précédemment dénoncé « l’insulte ultime » que représentait l’apparition des morinoms sur la plateforme. Le porte-parole du GLAAD, Nick Adams lui avait donné raison et estimé que l’usage du morinom était une « invasion de la vie privée ». À la suite de la reprise médiatique de leur parole, IMDb décide de faire entrer en vigueur une nouvelle politique permettant aux personnes concernées de demander le retrait de leur nom de naissance.
En décembre 2020, la plateforme Netflix remplace le morinom de l’acteur Elliot Page des métadonnées de tous les films dans lequel l’acteur avait joué des rôles féminins.

## Débat dans le monde académique
En 2018, Christopher Reed, professeur d'histoire et spécialiste de la culture queer, publie un manifeste dans lequel il affirme qu’« une façon de re-gagner de l’autorité est de définir un problème que seul vous pouvez résoudre », associant les pronoms et le nom à ce problème. Il estime que le terme deadnaming, en décrivant des parts de l’histoire et de l’expérience des personnes comme « mortes », annihile les efforts d’auto-tolérance et d’intégration.
Dans sa thèse publiée 2019 au sein du département de philosophie de l’université de l’Iowa, Lucas Crawford démontre que des personnes transgenre insistent pour que ne soit pas utilisé le morinom dans une stratégie d’affirmation de soi, en cherchant à localiser émotionnellement leur « vrai soi » sur l’avenir où la viabilité sociale tend à apparaître plus abondante. 
En 2020, la presse reprend les propos de Reed et les renverse, indiquant que ce serait le fait d’utiliser le morinom qui annihilerait les efforts d’auto-tolérance et d’intégration que fait une personne trans.
En 2020, Grace Lavery, professeure associée de l'UC Berkeley et spécialiste des études de genre, publie un essai nommé Grad School as conversion therapy, dans lequel elle s’attache à démontrer que l’approche de Reed revient à considérer que la transidentité est une phase et que les études supérieures seraient une sorte de thérapie de conversion. Elle y affirme aussi que l'utilisation du morinom n'est pas couverte par les principes de la liberté académique, au même titre que le mégenrage. 

## Difficultés techniques
Les tentatives pour cesser d'être désignées par leur morinom peuvent parfois entraîner des obstacles bureaucratiques et administratifs importants pour les personnes trans. Le changement de nom légal lui-même est coûteux en temps, en effort et parfois financièrement. Il peut aussi être difficile de modifier auprès de certaines institutions et administrations les informations personnelles correspondantes telles que les noms, les courriels, les horaires de cours. Par exemple, la conception de l'application de covoiturage Lyft rend extrêmement difficile pour les personnes transgenres de changer de nom dans l'application.